# Foreland Fields
Foreland Fields – wieś w Anglii, na wyspie Wight. Leży 16 km na wschód od miasta Newport i 114 km na południowy zachód od Londynu.